# International Wildcard
International Wildcard — неосновные профессиональные лиги по компьютерной игре League of Legends, то есть те, что не обладали квотами на основные международные турниры с 2013 по 2016 годы. Распределение квот на основные международные турниры между представителями неосновных лиг осуществлялось на международных отборочных турнирах. Данный формат отбора был отменён в 2017 году. Неосновными лигами в сезоне 2016 являлись: Континентальная лига, Circuito Brasileiro, Turkish Champions League, LoL Japan League, Copa Latinoamérica Sur, Copa Latinoamérica Norte, Oceanic Pro League и Garena Premier League.

## Международные турниры

### История

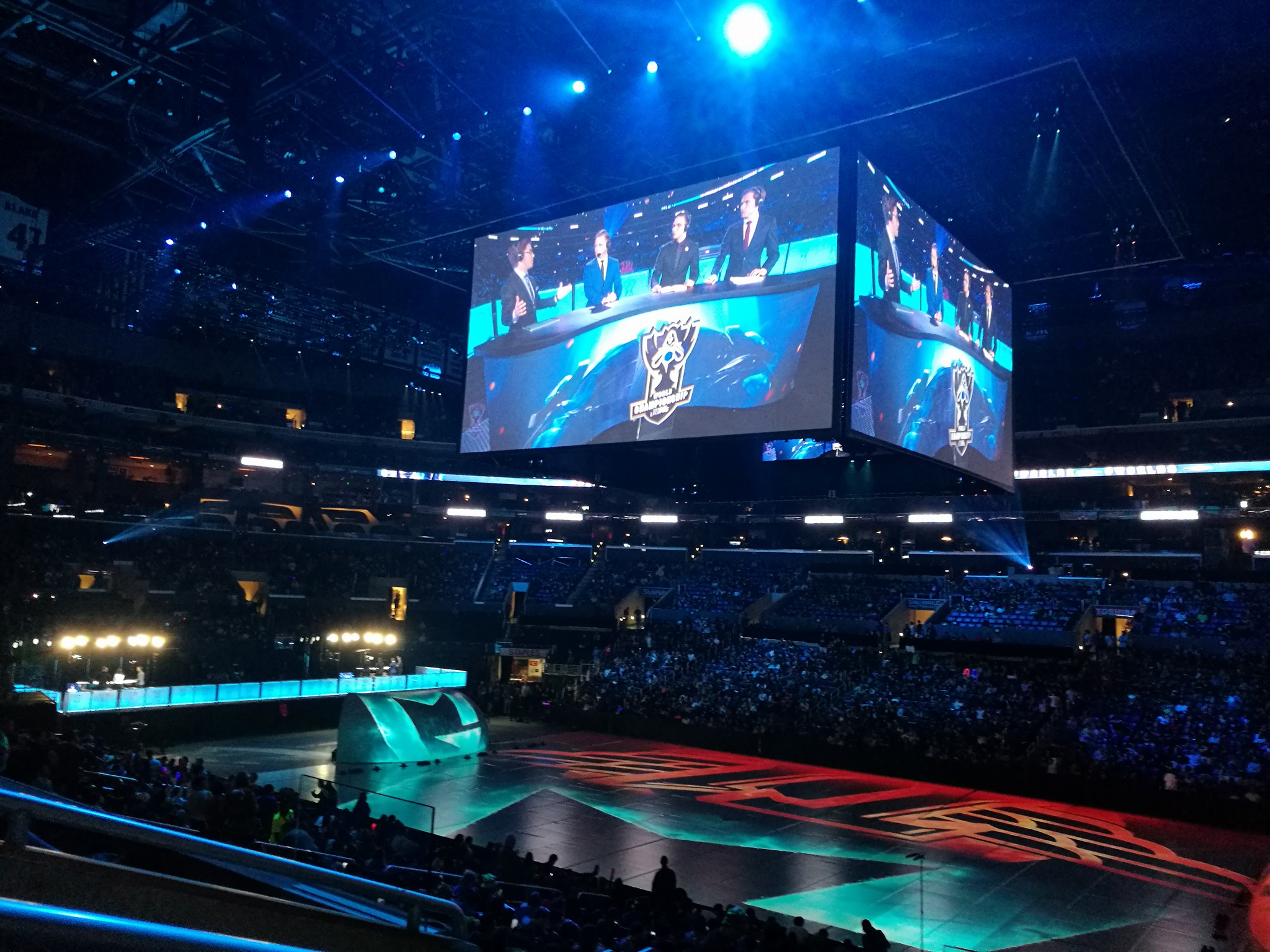
На Worlds 2016 «Albus NoX Luna», впервые для команд из wildcard-регионов, вышла в плей-офф

Первый в истории отборочный турнир на Worlds среди команд из wildcard-регионов, проходил в 2013 году. В турнире под названием International Wildcard Tournament 2013 приняли участие чемпионы Первого чемпионата СНГ, Oceanic Championship, Türkiye Şampiyonu, Campeonato Brasileiro и Temporada Competitiva. Право представлять wildcard-регионы на Season 3 League of Legends World Championship получил победитель ПРЧ «GamingGear.eu».
На Чемпионате мира 2014 Wildcard-регионы получили 2 квоты, по одной из них было разыграно на Международных турнирах Wildcard в рамках выставок Gamescom 2014 (Oceanic Championship, Turkish League и StarSeries) и Pax Prime 2014 (Liga Brasileira и Copa Latinoamérica). Чемпионами турниров в 2014 году стали «Dark Passage» и «KaBuM e-Sports».
В сезоне 2015 прошёл 1-й розыгрыш турнира Mid-Season Invitational, в котором получил право участвовать чемпион International Wilcard Invitational 2015 — «Beşiktaş eSports Club». Игры отборочных турниров «Decafio Internacional» и «IWC Turkey» на League of Legends World Championship 2015 состоялись конце августа — начале сентября. По результатам отборочных участниками Чемпионата мира по League of Legends 2015 стали команды «PaiN Gaming» и «Bangkok Titans».
Как и в сезоне 2015, International Wildcard Invitational 2016 определял единственного представителя неосновных лиг на турнире Mid-Season Invitational 2016, на котором команда из wildcard-региона могла заработать место на Чемпионате мира по League of Legends 2016 для своей лиги, если выходила в стадию плей-офф турнира. Победителем IWCI 2016 стал коллектив «SuperMassive eSports» из Turkish Champions League. На International Wildcard Qualifier 2016, который состоялся в Бразилии, разыгрывалось две путёвки на Worlds в рамках единого турнира.Обладателями мест на Чемпионате мира 2016 стали команды «Albus NoX Luna» и «INTZ eSports».
| Основной турнир                               | Квалификация                        | Квалифицировавшиеся           | Квалифицировавшиеся |
| Основной турнир                               | Квалификация                        | Региональное соревнование     | Команда, состав |
| --------------------------------------------- | ----------------------------------- | ----------------------------- | --- |
| Season 3 League of Legends World Championship | International Wildcard Tournament   | Первый региональный чемпионат | GamingGear.eu - Лауринас «Nbs» Киселюс - Гедиминас «Alunir» Навакаускис - Дзугас «Mazzerin» Рипсиз - Эдас «DeadlyBrother» Василяускас - Миколас «Inspirro» Моркуна                                                                       |
| League of Legends World Championship 2014     | Gamescom                            | Turkish Champions League      | Dark Passage |
| League of Legends World Championship 2014     | Penny Arcade Expo                   | Circuito Brasileiro           | KaBuM e-Sports |
| Mid-Season Invitational 2015                  | International Wildcard Invitational | Turkish Champions League      | Beşiktaş eSports Club |
| League of Legends World Championship 2015     | Decafio Internacional               | Circuito Brasileiro           | PaiN Gaming |
| League of Legends World Championship 2015     | IWC Turkey                          | Garena Premier League         | Bangkok Titans |
| Mid-Season Invitational 2016                  | International Wildcard Invitational | Turkish Champions League      | SuperMassive eSports - Берке «Thaldrin» Демир - Асим Джихад «fabFabulous» Каракайя - Фуркан «Stomaged» Гюнгор - Корай «Naru» Бичак - Николай «Achuu» Эллесгард - Мустафа Кемаль «Dumbledoge» Гекселоглу - Тренер: Адриан «hatchý» Видера |
| League of Legends World Championship 2016     | International Wildcard Qualifier    | Circuito Brasileiro           | INTZ e-Sports - Фелипе «yang» Чжао - Габриэль «Revolta» Энуд - Габриэль «Tockers» Клауманн - Микаэл «micaO» Родриге - Луан «Jockster» Кардосо - Тренер: Алекс «Abaxial» Хэйбл                                                            |
| League of Legends World Championship 2016     | International Wildcard Qualifier    | Континентальная лига          | Albus NoX Luna - Дмитрий «Smurf» Иванов - Александр «PvPStejos» Глазков - Михаил «Kira» Гармаш - Владислав «aMiracle» Щербина - Кирилл «likkrit» Малофеев - Тренер: Константин «Ansva» Чанчиков                                          |

## Региональные соревнования
| Регион             | Лига                                                  | Время проведения |
| ------------------ | ----------------------------------------------------- | ---------------- |
| Бразилия           | Campeonato Brasileiro                                 | 2012 — 2013      |
| Латинская Америка  | Temporada Competitiva                                 | Season 3 WC      |
| СНГ                | Первый региональный чемпионат                         | Season 3 WC      |
| Турция             | Türkiye Şampiyonu                                     | Season 3 WC      |
| Океания            | Oceanic Championship                                  | 2013 — 2014      |
| Япония             | JCG Premier League                                    | 2013 — 2014      |
| Латинская Америка  | Copa Latinoamérica                                    | WC 2014          |
| Бразилия           | Circuito Brasileiro Прежнее название: Liga Brasileira | 2014 — н.в.      |
| СНГ                | Star Ladder.TV StarSeries                             | 2014 — 2015      |
| Турция             | Turkish Champions League                              | 2014 — н.в.      |
| Япония             | Japan League                                          | 2014 — н.в.      |
| Юго-Восточная Азия | Garena Premier League                                 | 20151 — н.в.     |
| Латинская Америка  | Copa Latinoamérica Norte                              | 2015 — н.в.      |
| Латинская Америка  | Copa Latinoamérica Sur                                | 2015 — н.в.      |
| Океания            | Oceanic Pro League                                    | 2015 — н.в.      |
| СНГ                | Континентальная лига                                  | 2016 — н.в.      |

↑  1 — GPL проводилась как основная лига с 2012 года. В 2015 году все квоты на международные турниры были переданы LMS, которая была только что образована вышедшим из GPL регионом Тайвань/Гонконг/Макао.